# Tóth Béla (textilmérnök)
Tóth Béla (1909–1996) Kossuth-díjas textilmérnök, a Textilipari Beruházási Vállalat vezérigazgatója, később a Könnyűipari Minisztérium főosztályvezetője.

## Életpályája
Tóth műszaki egyetemi tanulmányait Reichenbergben folytatta, ahol 1932-ben diplomát szerzett. Ezt követően azonban olajozómunkásként dolgozott egy textilgyárban. Később – a második világháború előtt – a Kistex fonodájának igazgatója lett, a háború után a Könnyűipari Minisztérium főosztályvezetőjeként részt vett a magyar fonóipar újjászervezésében, többek között a Lőrinci Fonó újraindítása köthető nevéhez.
1951-ben megkapta a Kossuth-díj arany fokozatát, a hosszas indoklás szerint „a Szegedi Textilkombinát tervezését és építését olyan eredményesen irányította, hogy a fonoda 3 hónappal a kitűzött határidő előtt megindulhatott; az ő irányításával épült a modern Békéscsabai Ruhagyár is”.

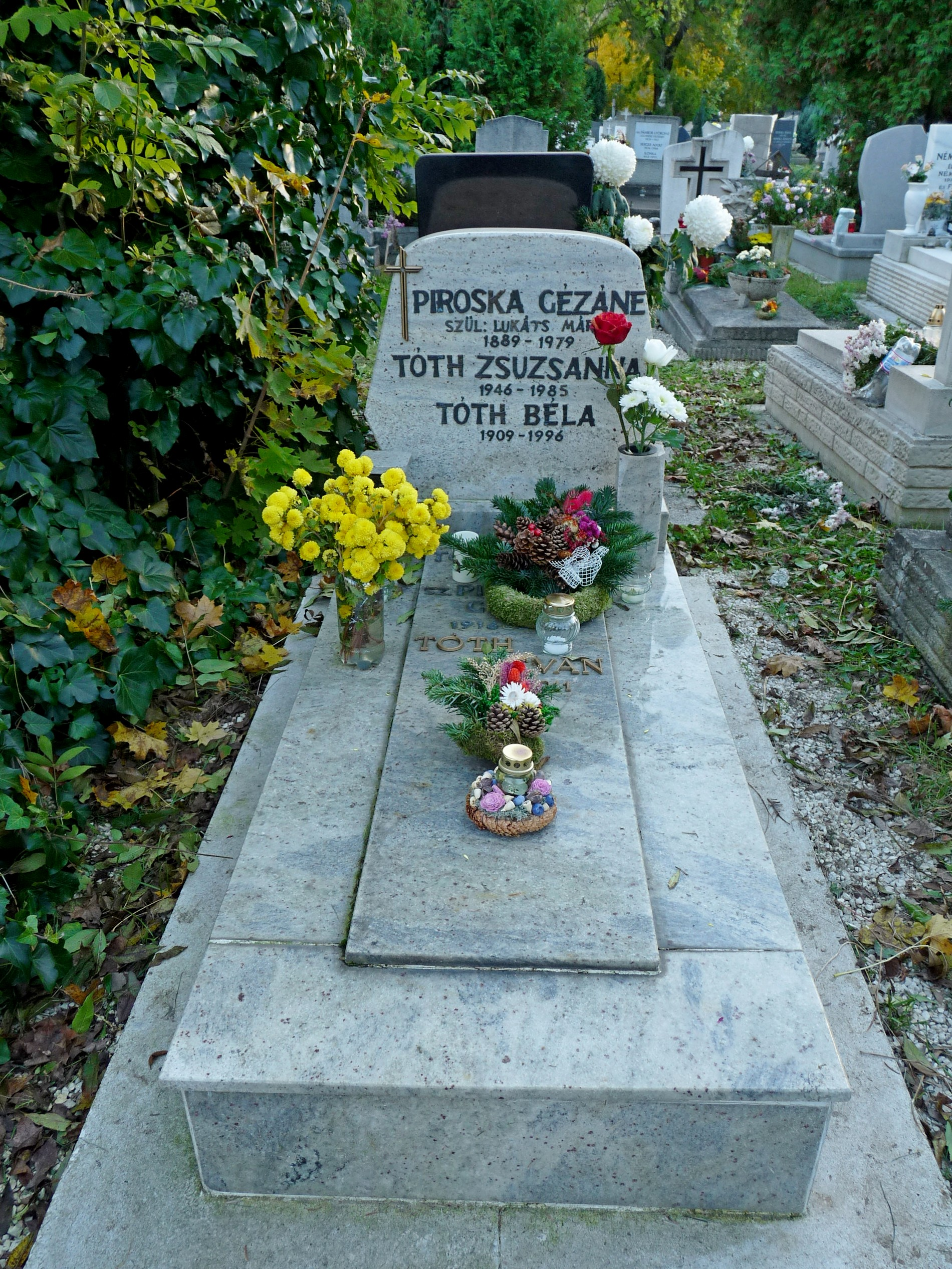
Síremléke az Óbudai temetőben (36-1-23).

## Díjai, kitüntetései
- Magyar Munka Érdemrend arany fokozata (1949)
- Kossuth-díj (1951)
- a Munka Érdemrend ezüst fokozata (1964)
- Kiváló Munkáért (1970)
- a Munka Érdemrend arany fokozata (1972)